# Opération Musketoon
Seconde Guerre mondiale
Batailles
Front d'Europe de l'Ouest
- Campagnes du Danemark et de Norvège
- Bataille de France
- Bataille de Belgique
- Bataille des Pays-Bas
- Bataille d'Angleterre
- Blitz
- Opération Myrmidon
- Opération Ambassador
- Raid de Dieppe
- Sabordage de la flotte française à Toulon
- Bataille aérienne de Berlin
- Bataille de Normandie
- Débarquement de Provence
- Libération de la France
- Campagne de la ligne Siegfried
- Bataille du Benelux
- Poche de Breskens
- Bataille des Vosges (Bruyères)
- Bataille des Ardennes
- Bataille de Saint-Vith
- Siège de Bastogne
- Opération Bodenplatte
- Opération Nordwind
- Campagne de Lorraine
- Bataille d'Alsace (Forêt de la Hardt, Poche de Colmar Jebsheim)
- Campagne d'Allemagne
- Raid de Granville
- Libération d'Arnhem
- Bataille de Groningue
- Insurrection géorgienne du Texel
- Bataille de Slivice
- Capitulation allemande

Front d’Europe de l’Est

Campagnes d'Afrique, du Moyen-Orient et de Méditerranée

Bataille de l’Atlantique

Guerre du Pacifique

Guerre sino-japonaise

Théâtre américain
L'opération Musketoon est le nom donné, pendant la Seconde Guerre mondiale, à un raid anglo-norvégien mené par la section norvégienne du Special Operations Executive du 15 au 21 septembre 1942 contre la centrale électrique norvégienne de Glomfjord. Cette usine constituait un objectif car, alimentant en électricité l'usine d'aluminium proche, elle était contrôlée par les Allemands qui la considéraient comme vitale pour leur effort de guerre.
L'opération fut réalisée par une équipe comprenant douze hommes du SOE, dix commandos et deux caporaux norvégiens. L'équipe fut amenée par sous-marins dans un fjord situé en zone contrôlée par les Allemands, d'où ils devaient marcher jusqu'à la centrale et la mettre hors service.
| Glomfjord |

## L'équipe
| Grade (spécialité)  | Nom                   | Mort                                | Décoration | Naissance                                  |
| ------------------- | --------------------- | ----------------------------------- | ---------- | ------------------------------------------ |
| Captain             | Graeme D. Black       | exécuté le 23 ou le 30 octobre 1942 | MC         | 9 mai 1911, Dresden (en) (Ontario).        |
| Captain             | Joseph B. J. Houghton | exécuté le 23 ou le 30 octobre 1942 | MC         | 13 juin 1911, Bromborough (Angleterre).    |
| L./Sgt. (explosifs) | William Chudley       | exécuté le 23 ou le 30 octobre 1942 |            | 10 mai 1922, Exeter.                       |
| Rflm. (explosifs).  | Eric Curtis           | exécuté le 23 ou le 30 octobre 1942 |            |                                            |
| Sgt. (explosifs)    | Richard O'Brien       |                                     |            |                                            |
| Pte.                | Reginald Makeham      | exécuté le 23 ou le 30 octobre 1942 |            | 28 janvier 1914, Ipswich.                  |
| Cpl.                | Miller Smith          | exécuté le 23 ou le 30 octobre 1942 |            | 2 novembre 1915, Middlesbrough.            |
| Rflm.               | Cyril Abram           | exécuté le 23 ou le 30 octobre 1942 |            | 20 août 1922, Londres.                     |
| Cpl.                | John Fairclough       |                                     |            | 24 octobre 1921, Londres.                  |
| Pte.                | Fred Trigg            |                                     |            |                                            |
| Cpl.                | Erling M. Djupdraet   | tué pendant le raid                 |            | 16 décembre 1920 à Våler i Solør, Norvège. |
| Cpl.                | Sverre Granlund       |                                     |            | 9 novembre 1918 à Sauherad, Norvège.       |

## L'opération
L'équipe se rendit à Glomfjord dans le sous-marin français Junon escorté par trois sous-marins britanniques, les Sturgeon, Tigris et Thetis. Ils commencèrent leur marche vers la centrale, en évitant une patrouille de surveillance allemande commandée par le lieutenant Wilhelm Dehne.
La mission réussit : des pipelines, des turbines et des tunnels explosèrent, détruisant la centrale et provoquant de ce fait la mise hors service de l'usine d'aluminium jusqu'à la fin de la guerre.
Un commando fut tué sur le coup. Sept autres furent capturés alors qu'ils cherchaient à s'échapper, emprisonnés à Colditz puis au camp de concentration de Sachsenhausen, où ils furent exécutés. Ce furent les premières victimes du Kommandobefehl d'Adolf Hitler du 18 octobre 1942.

## Après l'opération
- Djupdraet fut blessé et mourut à l'hôpital trois jours après le raid.
- Sept équipiers furent exécutés à Sachsenhausen en application du Kommandobefehl de Hitler.
- O'Brien et Fairclough survécurent à la guerre.
- Trigg fut tué en Italie.
- Granlund disparut en février 1943 quand le sous-marin norvégien HNoMS P-41 Uredd coula au large des côtes norvégiennes. En 1995, l'artiste norvégien Laila Lorentzen rendit hommage à son rôle pendant la guerre par une statue réalisée pour le musée (Saltdal ?) à Rognan.

De retour en Grande-Bretagne, les survivants rendirent compte de leur raid, et une équipe commando spécialisée (North Force) fut constituée pour les actions en terrain difficile.

## Sources
- (en) Récit détaillé en anglais
- Archives nationales britanniques : A/G1/WCI 682